# Prusice Wschód
Prusice Wschód – dawny wąskotorowy przystanek osobowy w Prusicach, w gminie Prusice, w powiecie trzebnickim, w województwie dolnośląskim, w Polsce. Został otwarty w 1898 roku, a zamknięty w 1991 roku.